# 布樂思
布樂思空軍中校，MBE，AE[?]（1936年6月9日—），英國電機工程師和皇家香港輔助空軍退役空軍中校，1988年至1990年出任皇家香港輔助空軍司令官，是輔助空軍最後一任外籍司令官。
布樂思1971年以業餘性質加入皇家香港輔助空軍，1985年升任空軍少校，1988年上任司令官時再升任空軍中校，服役多年曾參與大小不同的港事搜索及救援行動。在司令官任內，他主持輔助空軍提供的各項空中救援和支援服務，又協助更替機隊，以及因應1997年香港主權移交臨近，協助準備把輔助機隊重組成為屬於非軍事化政府部門的政府飛行服務隊。
本身是英國特許工程師的布樂思，因獲中華電力公司聘用而定居香港，歷任項目工程師、工程項目部總工程師和中電工程總經理等職，曾負責青山發電廠等大型項目。離開中電和輔助空軍後，布樂思曾移民美國，後來返回英國定居。

## 生平

### 早年生涯
布樂思1936年6月9日生於英國威爾斯格拉摩根郡斯旺西，父親名叫格雷戈里·韋布·布魯克斯（Gregory Webb Brooks；1907年－1989年），從事釀酒和裝瓶業務；母親名叫埃爾茜·梅·鍾斯（Elsie May Jones；1912年－1999年）。他有一名胞兄，名叫特里·查爾斯·布魯克斯（Terry Charles Brooks；1931年－2017年）。布樂思的父親逝世後，母親在80歲的時候於1992年改嫁給阿瑟·柯克（Arthur Kirk）。
布樂思早年受教於戈爾主教文法學校（Bishop Gore Grammar School），並先後升讀斯旺西工業學院（Swansea Technical College；威爾斯三一聖大衛大學前身）和達拉謨大學英皇學院（King's College, Durham University；紐卡素大學前身），修讀工程學。

### 工程師生涯
畢業後，布樂思分別成為英國電機工程師學會會員（M.I.E.E.）和英國工廠設備工程師學會會員（M.I.Plant.E.）。他其後又取得特許工程師（C.Eng.）資格，並當選為英國電機工程師學會院士（F.I.E.E.）。英國電機工程師學會在2006年與英國實務工程師學會合併為英國工程及科技學會後，他過渡成為該會院士（F.I.E.T.）。他過去也曾在一些相關的學術刊物發表文章。

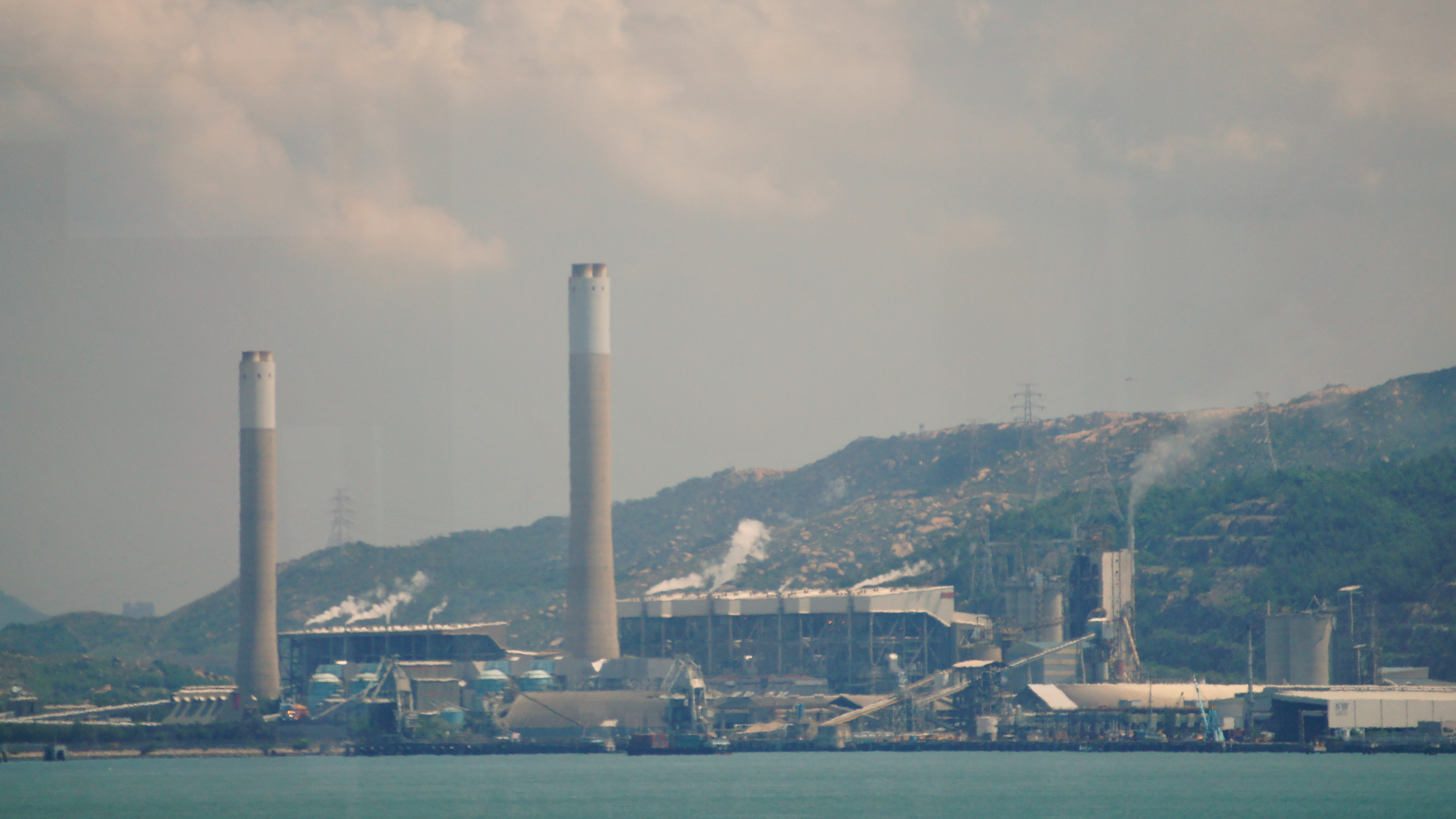
青山發電廠是布樂思負責的項目

布樂思作為工程師的主要經歷，是前往香港受僱於中華電力公司。早在1970年代初，他在中電出任項目工程師，數年後升任工程項目部總工程師，1980年代中期再升任中電工程總經理，到1988年離職。任職中電期間，布樂思負責和參與多個主要工程項目，較大型的包括青山發電廠、青衣發電廠B廠，以及位於大埔的中華電力系统控制中心等。在香港工作期間，布樂思又成為香港工程師學會會員（M.H.K.I.E.），後來當選為該會院士（F.H.K.I.E.）。

### 輔助空軍
在香港工作和生活期間，布樂思在1971年以業餘性質加入剛於前一年改組的皇家香港輔助空軍任職機師，至1981年獲頒授空軍效率獎章（A.E.），後來再獲空軍效率獎章勳扣，以及於1985年升任空軍少校。服役期間，他參與大小不同的港事搜索及救援行動，也曾兼任香港總督名譽副官。
1988年1月，布樂思接替區士培空軍中校出任皇家香港輔助空軍司令官，同時軍階由空軍少校調升為空軍中校。上任之前，他還在1988年元旦授勳名單獲英廷頒授MBE（軍事）勳銜，對其表現予以肯定。皇家香港輔助空軍的主要職責是提供各項空中救援和支援服務，在布樂思任內，輔助空軍每年的飛行紀錄超過3,000小時，每年接獲的緊急召喚超過200次，而派出的直升機和定翼機每年共進行逾60至過百宗搜索及救援行動，直升機每年協助救火的次數也逾60次至逾90次等。任內他主持較主要的救援行動，包括在1988年7月21日新界地區發生10年來最嚴重的一次水災期間，派遣直升機救出災民。此外，除了各類救援工作，輔助空軍也負責日常接載政府人員和外賓、進行離岸巡邏協助堵截非法入境者，並協助政府部門進行高空測量、攝影和地圖繪製工作等。

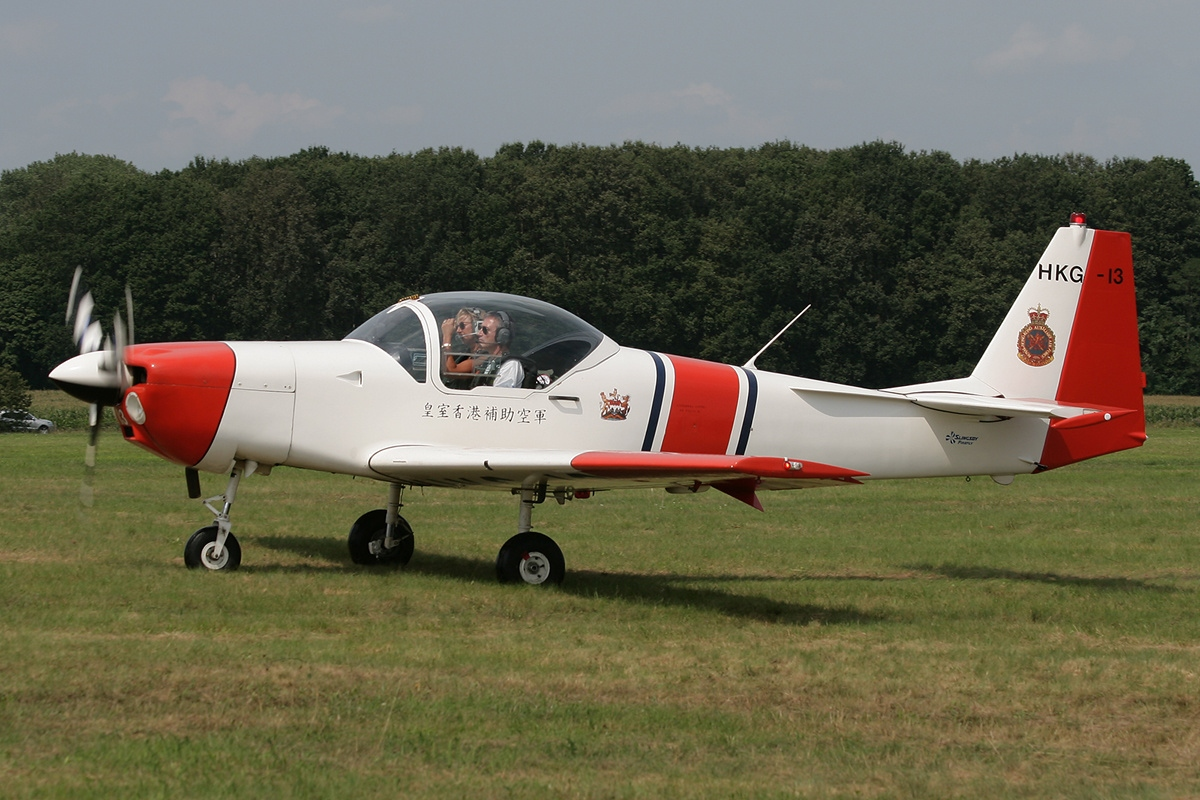
布樂思任內，輔助空軍增購螢火蟲式訓練機（圖）以取代舊有的老虎狗式訓練機

布樂思上任司令官的時候，輔助空軍共有10架飛機，包括兩架渦輪螺旋雙引擎飛機、一架島民式飛機、兩架老虎狗式訓練機、兩架螢火蟲式訓練機和三架海豚式雙引擎直升機。在任內，他旗下的機隊獲香港政府安排更替，以增強輔助空軍的服務，當中包括在1988年增購兩部螢火蟲式訓練機淘汰餘下兩部老虎狗式訓練機，以及於1990年購入六架西科斯基直升機取代原有的海豚式直升機。另一方面，輔助空軍原本在1988年12月獲安排以石崗軍營作為訓練機場，但翌年由於軍營被改作接收越南船民，導致輔助空軍無法在機場進行定翼飛行訓練，最終共有12名學員要分三批赴英國受訓。
因應1997年香港主權移交，布樂思任內也見證輔助空軍的逐步本地化，為全面非軍事化作出準備。在1988年10月，港府宣佈計劃設立名為「政府飛行服務處」的非軍事政府部門，以取代輔助空軍。有見及此，輔助空軍在其任內開始擴大編制並逐步推行全職化，而各級人員的軍銜亦將會轉制為公務員職級。在這個背景下，輔助空軍的常額人員由1988年的127人逐步增至1990年的160人，而像布樂思一類的志願人員同期由171人略增至195人。在他任內，1955年退役，唯一一架獲保留並停放在啟德機場皇家香港輔助空軍總部外的噴火式戰鬥機，也在1989年被移送往倫敦的帝國戰爭博物館保存。
1990年12月31日，布樂思卸任皇家香港輔助空軍司令官，繼任者葉迪奇空軍中校是歷來首位華人和末任司令官，因此布樂思也是最後一位擔任輔助空軍司令官的外籍人士。1993年，皇家香港輔助空軍正式解散，由新成立的政府飛行服務隊取代。

### 退休生活
布樂思卸任皇家香港輔助空軍司令官後移民美國佛羅里達州麥爾茲堡，後來返回英國，定居於英格蘭多實郡普爾。2011年，他為皇家香港輔助空軍創立一個非官方網站，為輔助空軍的歷史提供各類參考資料。

## 個人生活
布樂思在1961年娶帕特·泰萊（Pat Taylor）為妻，兩人育有兩子。

## 部份著作
- Brooks, R. W., "China Light & Power's project strategy （页面存档备份，存于）", IEE Proceedings C (Generation, Transmission and Distribution) Volume 131, Issue 6, September 1984, pp. 222-235.[11]
  - （直譯：布樂思，〈中華電力的項目策略〉，《英國電機工程師學會會報C（發動、傳送及配送）》第131卷第6期，1984年9月，頁222至235。）
- Brooks, R. W., and Jesson, J. E., "Phased construction encourages improvements to later units", 1986 International Power Systems, 1986, pp. 29-32.[12]
  - （直譯：布樂思、J·E·杰森，〈分階段工程有助改進後期組件〉，《1986年國際電力系統》，1986年，頁29至32。）

## 榮譽

### 軍事嘉獎
- 以下列出榮譽全稱及縮寫：^ 
  - 空軍效率獎章（1981年[18]）
  - 空軍效率獎章勳扣（[19]）
  - 英帝國員佐（軍事）勳章（M.B.E. (Mil.)）（1988年元旦授勳名單[21]）

### 專業資格
- 英國工廠設備工程師學會會員（M.I.Plant.E.[8]）
- 香港工程師學會院士（F.H.K.I.E.[9][16]）
- 英國工程及科技學會院士（F.I.E.T.[10]）

## 外部連結
- 皇家香港輔助空軍非官方網站（由布樂思設立） （页面存档备份，存于）

| 军职                    | 军职                                                | 军职                    |
| ----------------------- | --------------------------------------------------- | ----------------------- |
| 前任者： 區士培空軍中校 | 皇家香港輔助空軍司令官 1988年1月1日－1990年12月31日 | 繼任者： 葉迪奇空軍中校 |